# گل کن (طبس)
گل کن، روستایی است از توابع بخش دیهوک و در شهرستان طبس استان خراسان جنوبی ایران.

## جمعیت
این روستا در دهستان کویر قرار داشته و بر اساس سرشماری سال ۱۳۸۵ جمعیت آن (۵خانوار) ۱۵نفر
بوده است.